# Tápióbicske
Tápióbicske je obec v Maďarsku v Pešťské župě v okrese Nagykáta. Má rozlohu 4848 ha a žije zde 3535 obyvatel (2007).

## Historie
Na úemí obce bylo archeologicky doloženo osídlení už v době bronzové. Od příchodu Maďarů do Karpatské kotliny se místo stalo sídlem rodu Bicske (Bikchely). Podle tradice pomohl András Bitskey se svými ozbrojenci dosadit Bélu IV. do Budína. Na tuto událost má upomínat hvězda v erbu rodu Bitksey, která směruje na Budín. První písemná zmínka o obci pochází z roku 1250.
V létě 1848 zde došlo k nepokojům, které musely uklidnit až vládní síly. 4. dubna 1849 zde došlo k jedné z bitev Maďarské revoluce. Uherská strana během boje přišla o 800 mužů. Ti byli v roce 1882 přemístění do společného hrobu pod písečnou dunu. V Tápióbiscke se odehrál souboj mezi majorem Hermannem Riedeselem a podplukovníkem Alajosem Színi Sebő, který ve své knize Synové muže kamenného srdce zaznamenal spisovatel Mór Jókai.

## Partnerská města
- Ňárad, Slovensko